# LocoRoco Cocoreccho!
LocoRoco Cocoreccho! (おいでよロコロコ!! BuuBuu Cocoreccho!, Oideyo Rokoroko!! BuuBuu Cocoreccho!) est un jeu vidéo de plates-formes développé par SCE Japan Studio sous la direction de Tsutomu Kouno et édité par Sony Computer Entertainment en 2007 sur PlayStation 3. Le jeu a été proposé en téléchargement et à prix réduit via le PlayStation Network. Il fait suite à LocoRoco.

## Histoire du jeu
Un LocoRoco se réveille dans un endroit inconnue où 200 LocoRoco sont endormis dans ce nouveau monde qui devront échapper. Il en va de même pour le danger aussi présent. En réunissent le plus de LocoRoco, ils parviendront à arriver jusqu'à leur échappatoire.

## Système de jeu
Comme dans l'épisode original sur PSP, le joueur doit guider les LocoRocos, créatures patatoïdes bondissantes dans des environnements 2D. Le joueur contrôle désormais un papillon, Cocoreccho, qui attire vers lui les LocoRocos en émettant des ondes. Éparpillés à des endroits plus ou moins accessibles et dissimulés du décor, les LocoRocos sont d'abord endormis et seul un contact avec un autre LocoRoco permet de les réveiller. Le gameplay est une sorte de « Lemmings zen » basé sur l'observation et l'expérimentation et où la sanction du game over est exceptionnelle.
Cocoreccho se dirige avec le stick analogique gauche et la touche "rond" génère une onde circulaire qui attire les créatures se trouvant dans la zone. En intensifiant le rythme du signal, les LocoRocos redoublent d'efforts : ils se déplacent plus vite, sautent plus haut et peuvent improviser une courte échelle pour atteindre des éléments en hauteur. Le papillon peut également interagir ponctuellement avec l'environnement et sa faune. Souvent insoupçonnées, ces interactions sont gérées par le détecteur de mouvement de la manette Sixaxis. Il peut s'agir de mécanismes à activer (rampes pivotantes, catapultes, etc), d'éléments du décor à bouger, à casser, à faire apparaître ou disparaître, etc. Faire s'envoler une fleur géante, crawler une branche, faire jaillir un geyser d'un bassin... la découverte de tous les ressorts cachés de l'univers de jeu participent au plaisir de jeu. La nature pluri-cellulaire des LocoRocos (capable de s'unifier et de se diviser) et leur malléabilité (qui les rend invulnérables aux chutes) est aussi mise à contribution. Le jeu comprend également trois mini-jeux cachés, des épreuves d'adresse pouvant rapporter jusqu'à 45 LocoRocos.
LocoRoco Cocoreccho! propose un unique niveau, gigantesque, divisé par cinq portails. Le joueur doit rassembler un nombre donné de LocoRoco dans l'écluse adjacente aux portails pour les ouvrir (15, 40, 50, 80, 140). Les portails sont reliés entre eux par un vaste réseau qui sillonne en boucle chaque section (toboggans, courants d'air, engrenages, trampolines, etc.) et transporte automatiquement les LocoRocos (une fois réveillés et rapatriés vers ce flux). Le joueur n'a donc pas à se soucier constamment de sa colonie de joyeux lurons et, où qu'il se trouve dans une section, il peut aisément puiser dans cette réserve mobile pour mener à bien ses opérations de sauvetage. Lors de la première partie, seuls les trois premiers portails peuvent être déverrouillés (dont l'un mène au boss de fin) et il faut terminer le jeu deux nouvelles fois pour accéder à l'intégralité du niveau. Malgré cette progression de type incrémentiel, la durée de vie du jeu n'excède pas quelques heures. Retrouver la totalité des 200 LocoRocos demeure cependant un challenge relevé.

## Les personnages
Les Mui Mui sont de petites créatures bleues, amis des LocoRocos, responsables de la plupart des mécanismes (catapultes, rampes pivotantes, écluses, etc). Parfois absentes de leur poste, il faudra d'abord les retrouver. Le Kuru Kuru est une sorte de bourgeon qui, au contact d'un LocoRoco, se déploie en une branche sur laquelle sont parfois accrochés des LocoRocos. Il est possible de les faire tomber en secouant la manette. Les Mojas, créatures volantes noires, sont les ennemis du jeu. Peu nombreux, ils tentent de dévorer les LocoRocos. S'ils parviennent à en manger quatre ou cinq, la partie est terminée. Le joueur peut les éliminer en se servant des LocoRocos comme projectiles. Bommu-cho est le chef des Mojas. Les Cuna Cuna sont de petits êtres moltonneux qui transportent les LocoRocos dans les hauteurs. Ils donnent parfois accès aux mini-jeux ou à des Mui Mui perdus. Dans le second mini-jeu, ils font office de trampolines amovibles. Le Bottyo-ro est une grosse créature verte qui transporte les LocoRocos sur de longues distances. Les Nyokki propulsent dans les airs les LocoRocos qui montent sur leur tête. Dans le premier mini-jeu, ils font office de « flippers ». Les Piccori sont des baies que le joueur doit engranger dans les mini-jeux pour augmenter son score. Les Chuppa projettent les LocoRocos avec leur souffle. Le joueur peut parfois modifier la trajectoire des lancers en faisant varier la quantité d'air inspiré.

## Accueil
Chronic'art (3/5) estime : « Un concept austère mais audacieux exalté par l'esthétique crétine et redoutablement efficace de l'univers LocoRoco. Une fois tous les segments débloqués, Cocoreccho et son grand tableau se parcourt comme une toile saturée de détails de Takashi Murakami ou le papier peint bariolé d'un gamin fantasque. Un épatant toboggan ludique dont le grand plongeon commence dès la montée de l'échelle. »
Eurogamer 9/10 • GameSpot 6,5/10 • IGN 6/10

## Équipe de développement
- Directeur : Tsutomu Kouno
- Game Design : Tsutomu Kouno, Keigo Tsuchiya, Akira Takeuchi, Kenji Sakai
- Art Design : Keigo Tsuchiya
- Character Design : Keigo Tsuchiya, Tsutomu Kouno
- Character Animation : Satoshi Miyano, Soaka Horikoshi, Tsutomu Kouno
- Sound Designer : Tsutomu Fuzawa, Keeichi Kitahara
- Musique : Nobuyuki Shimizu, Kemmei Adachi